# Katsutomo Kaneishi
Katsutomo Kaneishi (jap. 金石勝智 Kaneishi Katsutomo; ur. 21 listopada 1968 w Osace) – japoński kierowca wyścigowy.

## Kariera
Kaneishi rozpoczął karierę w międzynarodowych wyścigach samochodowych w 1988 roku od startów w Japońskiej Formule 3. Z dorobkiem 219 punktów został sklasyfikowany na trzeciej pozycji w klasyfikacji generalnej. W późniejszych latach Japończyk pojawiał się także w stawce All Japan Sports Prototype Car Endurance Championship, Japońskiej Formuły 3000, Japanese Touring Car Championship, Formuły 3 Fuji Cup, All Japan Touring Car Championship, All Japan Sports-Prototype Championship, Formuły Nippon, All-Japan GT Championship, 1000 km Suzuka, Japan GT Festival in Malaysia, Deutsche Tourenwagen Masters, JGTC All-Star USA 200, 24-godzinnego wyścigu Le Mans oraz Super GT.